# 14-я воздушная армия (СССР)
14-я Краснознамённая воздушная армия (14 ВА) — Краснознамённое оперативное объединение фронтовой авиации, предназначенное для решения боевых задач (ведения боевых действий) во взаимодействии (в совместных операциях) с другими видами Вооружённых Сил Союза ССР, а также проведения самостоятельных воздушных операций.
Условное наименование — войсковая часть № 18466 (№ 13709).

## История наименований
В разные периоды имела следующие наименования:
- Военно-воздушные силы Волховского фронта;
- ВВС Волховского фронта;
- ВВС Волховской группы войск Ленинградского фронта;
- ВВС Волховского фронта;
- 14-я воздушная армия;
- 57-я воздушная армия (20.02.1949 г.)[1];
- 57-я воздушная Краснознамённая армия (22.02.1968 г.)[1];
- 14-я воздушная Краснознамённая армия (04.04.1968 г.)[1];
- ВВС Прикарпатского военного округа (01.04.1980 г.)[1];
- 14-я воздушная Краснознамённая армия (01.05.1988 г.)[1];
- 14-я воздушная Краснознамённая армия ВВС Украины (01.01.1992 г.).

## История и боевой путь
14-я воздушная армия сформирована 15 августа 1942 года на основании приказа НКО СССР от 27 июля 1942 г. на базе ВВС Волховского фронта 2-го формирования в составе 278-й и 279-й истребительных, 281-й штурмовой и 280-й бомбардировочной авиадивизий.
Армия поддерживала войска Волховского фронта при прорыве блокады Ленинграда и в Новгородско-Лужской наступательной операции.
15 февраля 1944 года, когда Волховский фронт был упразднён, формирование в составе Ленинградского фронта поддерживало войска, наступавшие на псковском направлении. В конце февраля 1944 года управление армии было выведено в резерв Ставки ВГК.
В апреле 1944 года 14-я воздушная армия в новом составе передана вновь созданному 3-му Прибалтийскому фронту. Участвовала в Псковско-Островской, Тартуской и Рижской наступательных операциях.
В конце ноября 1944 года управление армии вновь было выведено в резерв Ставки, а её соединения и части включены в другие воздушные армии.
Всего за годы войны 14-я воздушная армия совершила свыше 80 000 самолёто-вылетов; 8255 её воинов были награждены орденами и медалями, 32 лётчикам присвоено звание Героя Советского Союза.
В составе действующей армии воздушная армия находилась с 15 августа 1942 года по 26 февраля 1944 года и с 24 апреля по 26 ноября 1944 года.

## Участие в битвах и операциях
Армия принимала участие в операциях:
- Синявинская наступательная операция
- Операция Искра
- Ленинградско-Новгородская стратегическая наступательная операция
- Новгородско-Лужская наступательная операция
- Псковско-Островская операция
- Тартуская наступательная операция
- Рижская наступательная операция
- Прибалтийская операция

## В составе
Находилась в составе Волховского, 3-го Прибалтийского и 2-го Прибалтийского фронтов.
| Подчинение                  | Период                  |
| --------------------------- | ----------------------- |
| Волховский фронт            | 15.08.1942 — 01.03.1944 |
| Резерв ставки ВГК           | 01.03.1944 — 01.03.1944 |
| 3-й Прибалтийский фронт     | 01.05.1944 — 01.11.1944 |
| 2-й Прибалтийский фронт     | 01.11.1944 — 10.06.1945 |
| Прикарпатский военный округ | 10.06.1945 — 01.01.1992 |

## Командующие
Командующими армии в разные годы были:
|  | Воинское звание, фамилия, имя, отчество                         | Дата вступления в должность | Дата ухода с должности | Примечание |
|  | --------------------------------------------------------------- | --------------------------- | ---------------------- | ---------- |
|  | генерал-майор авиации, генерал-лейтенант авиации И. П. Журавлёв | 27.07.1942                  | февраль 1947           |            |
|  | генерал-лейтенант авиации В. Г. Рязанов                         | февраль 1947                | апрель 1949 г.         |            |
|  | генерал-полковник авиации С. К. Горюнов                         | апрель 1949 г.              | февраль 1950 г.        |            |
|  | Маршал авиации (СССР) К. А. Вершинин                            | февраль 1950 г.             | сентябрь 1950 г.       |            |
|  | генерал-полковник авиации В. В. Степичев                        | сентябрь 1950 г.            | январь 1953 г.         |            |
|  | генерал-лейтенант авиации Д. Я. Слобожан                        | январь 1953 г.              | сентябрь 1953 г.       |            |
|  | генерал-полковник авиации В. В. Степичев                        | сентябрь 1953 г.            | февраль 1956 г.        |            |
|  | генерал-полковник авиации Ф. П. Полынин                         | февраль 1956 г.             | август 1959 г.         |            |
|  | генерал-майор авиации С. Д. Прутков                             | август 1959 г.              | октябрь 1964 г.        |            |
|  | генерал-лейтенант авиации А. Н. Ефимов                          | октябрь 1964 г.             | март 1969 г.           |            |
|  | генерал-лейтенант авиации А. А. Микоян                          | март 1969 г.                | май 1969 г.            |            |
|  | генерал-лейтенант авиации С. Д. Горелов                         | май 1969 г.                 | январь 1977 г.         |            |
|  | генерал-лейтенант авиации Э. К. Цоколаев                        | январь 1977 г.              | август 1983 г.         |            |
|  | генерал-лейтенант авиации Б. Ф. Корольков                       | август 1983 г.              | январь 1985 г.         |            |
|  | генерал-лейтенант авиации А. Н. Строгов                         | июнь 1985 г.                | сентябрь 1991 г.       |            |
|  | генерал-лейтенант авиации В. М. Антонец                         | сентябрь 1991 г.            | январь 1992 г.         |            |

Военные комиссары, заместители по политической части
- бригадный комиссар, подполковник, полковник И. М. Горский (27 июля 1942 г. — 8 декабря 1942 г.)
- полковник М. И. Шаповалов (8 декабря 1942 г. — 26 ноября 1944 г.)

Начальники штаба
- полковник И. С. Морунов (27 июля 1942 г. — январь 1943 г.)
- полковник, c 1943 генерал-майор Н. П. Абрамов (январь 1943 г. — 1 мая 1945 г.)

Начальники особого отдела
- капитан, подполковник государственной безопасности А. А. Сысоев (20 июля 1942 г. — 29 апреля 1943 г.)

## Состав
В состав 14-й воздушной армии в разное время входили:
| Формирования                                                      | Дата                  | Дата                  |
| ----------------------------------------------------------------- | --------------------- | --------------------- |
| 2-й истребительный авиационный корпус                             | 28.12.1942            | 27.02.1943            |
| 1-й бомбардировочный авиационный корпус                           | 01.02.1943            | 21.02.1943            |
| 11-й истребительный авиационный корпус                            | 25.02.1944            | 26.04.1944            |
| 278-я истребительная авиационная дивизия                          | 08.08.1942            | 00.10.1942            |
| 279-я истребительная авиационная дивизия                          | 08.08.1942            | 11.03.1943            |
| 279-я истребительная авиационная дивизия                          | 01.09.1945            | 01.04.1960            |
| 280-я бомбардировочная авиационная дивизия                        | 08.08.1942            | 00.02.1943            |
| 281-я штурмовая авиационная дивизия                               | 08.08.1942            | 00.04.1944            |
| 232-я штурмовая авиационная дивизия                               | 00.12.1942            | 15.02.1943            |
| 305-я штурмовая авиационная дивизия                               | 15.07.1944            | 01.10.1944            |
| 269-я истребительная авиационная дивизия                          | 00.07.1943 00.04.1944 | 26.02.1944 00.12.1944 |
| 336-я истребительная авиационная дивизия                          | 00.09.1944            | 00.00.1944            |
| 330-я истребительная авиационная дивизия                          | 00.07.1944            | 00.10.1944            |
| 742-й отдельный разведывательный авиационный полк                 | 00.08.1943 00.04.1944 | 00.02.1944 00.02.1945 |
| 658-й ночной бомбардировочный авиационный полк                    | 00.08.1942            | 00.12.1942            |
| 660-й смешанный авиационный полк                                  | 01.01.1943            |                       |
| 662-й смешанный авиационный полк                                  | 00.08.1942            | 00.04.1943            |
| 689-й смешанный авиационный полк                                  | 00.06.1942            | 00.03.1943            |
| 691-й смешанный авиационный полк                                  | 00.08.1942            | 00.12.1942            |
| 696-й смешанный авиационный полк                                  | 00.01.1942            | 00.03.1943            |
| 935-й смешанный авиационный полк                                  | 01.01.1943            |                       |
| 16-й отдельный учебно-тренировочный авиационный полк              | 00.07.1942            |                       |
| 844-й отдельный транспортный авиационный полк                     | 00.07.1942            | 26.11.1944            |
| 254-й истребительный авиационный полк                             | 08.03.1943            | 00.07.1943            |
| 524-й истребительный авиационный полк                             | 00.09.1942            | 00.10.1942            |
| 30-й авиационный полк ГВФ                                         | 00.09.1942            | 10.06.1945            |
| 8-я отдельная разведывательная авиационная эскадрилья             | 15.08.1942            | 03.11.1943            |
| 33-я отдельная авиационная эскадрилья связи (33 оаэс)             | 00.07.1942            | нет данных            |
| 28-я отдельная корректировочная авиационная эскадрилья (28 окраэ) | нет данных            | нет данных            |
| 44-я отдельная корректировочная авиационная эскадрилья (44 окраэ) | нет данных            | нет данных            |

### 1 января 1944 года
- Личный и конский состав: офицеров — 3397, сержантов — 4560, рядовых — 8465, курсантов — 60, всего людей — 16 482, всего лошадей — 190[8];

## Послевоенный период
После 1945 года армия базировалась на территории Прикарпатского военного округа. Штаб армии находился во Львове, части и соединения — на территории Прикарпатского военного округа. 22 февраля 1968 года армия награждена орденом Красного Знамени.
В 1992 году армия вошла в состав Военно-воздушных сил Украины. 1 сентября 1994 года по приказу Министерства обороны Украины № 115/1/0120 от 2 марта 1994 года переформирована в 14-й авиационный корпус с сохранением почётных званий и наград.

### Боевой состав на 1947 год
В состав армии входили части и соединения:
- 269-я истребительная авиационная дивизия
- 280-я смешанная авиационная дивизия

### Боевой состав на 1962 год
В состав армии входили части и соединения
- 289-я истребительно-бомбардировочная авиационная дивизия (Луцк, Волынская область);
- 32-я бомбардировочная авиационная дивизия (Староконстантинов, Хмельницкая область);
- 131-я истребительная авиационная дивизия (бывшая 269-я истребительная авиационная дивизия, Ивано-Франковск);
- 48-й отдельный гвардейский разведывательный Нижнеднестровский ордена Суворова авиационный полк (Коломыя, Ивано-Франковская область);
- 69-й отдельный тренировочный авиационный полк (Овруч, Житомирская область) ;
- 243-й отдельный смешанный авиационный полк (Львов);
- 220-й отдельный гвардейский смешанный авиационный полк (Винница);
- 229-я отдельная авиационная разведывательная эскадрилья (Чортков, Тернопольская область);
- 76-й отдельный полк АСУ (Львов).

### Боевой состав на 1992 год
- 48-й отдельный гвардейский разведывательный авиационный полк (Коломыя);
- 69-й бомбардировочный авиационный полк (Овруч);
- 76-й отдельный полк связи (Львов);
- 92-й истребительный авиационный полк (Мукачево);
- 114-й истребительный авиационный полк (Ивано-Франковск);
- 244-й смешанный авиационный полк (Львов);
- 452-й отдельный штурмовой авиационный полк (Ивано-Франковск);
- 806-й бомбардировочный авиационный полк (Луцк);
- 209-я отдельная вертолётная эскадрилья РЭБ (Луцк).

## Рекомендованная литература
1. В. П. Яковлев, К. В. Боброва, Г. Г. Шмаков. Крылатый богатырь. — М.: ДОСААФ, 1984. — 223 с. — (Документальная повесть).
2. М. Морозов. Искра победы. Советские ВВС в операции "Искра" по прорыву блокады Ленинграда // АвиаМастер : Журнал. — М., 2004. — Вып. 4.
3. Прачик И. А. Фронтовое небо. — М.: Воениздат, 1984.
4. …И возвращались с победой: Сборник воспоминаний / Сост. Н. Я. Кондратьев. — Л.: Лениздат, 1986.
5. Великая Отечественная война 1941—1945 г.г.: Действующая армия. — Жуковский; М.: Кучково поле; Animi Fortitudo, 2005.